# زیردریایی بایو سنت جان کانفدریت
زیردریایی بایو سنت جان کانفدریت (به انگلیسی: Bayou St. John Confederate Submarine) یک کشتی بود که طول آن ۲۰ فوت (۶٫۱ متر) و ارتفاع آن ۶ فوت (۱٫۸ متر) بود.